# 高平县 (北魏)
高平县，中国古县名。
北魏析泫氏县置，治所在今山西省高平市。属建州高都郡。北周改属建州高平郡。隋朝属泽州，大业初年，属长平郡。唐朝属盖州。贞观元年（627年）废盖州，属泽州，唐朝天宝元年，属高平郡。乾元元年，复属泽州。五代因之。
北宋属泽州高平郡，金朝天会五年，属南泽州、金朝元光二年，属忠昌军节度。元朝中统元年，属泽州司侯司，至元三年，属泽州，隶中书省平阳路。明朝洪武九年，属泽州直隶州，清朝雍正六年（1728年）后属泽州府。1993年撤销，改设高平市。